# Espectròmetre

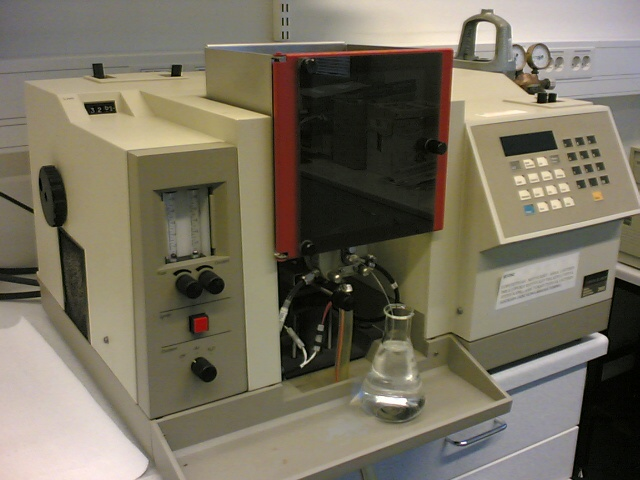
Un espectròmetre d'absorció atòmica.

Un espectròmetre és un instrument de mesura en què una emissió (com la de radiació electromagnètica o partícules carregades elèctricament) es dispersa segons alguna propietat (com ara energia o massa) en un espectre i es realitzen mesures en punts o regions al llarg de l'espectre. És l'instrument fonamental de l'espectrometria de masses.
Si un espectròmetre es combina amb un fotòmetre, instrument per a mesurar la intensitat lluminosa generalment per mitjà d'una cèl·lula fotoelèctrica, s'obté un espectrofotòmetre. Mesura la distribució espectral de l’energia de la radiació, és a dir, si compara les quantitats d’energia transportades per cada component de la radiació.

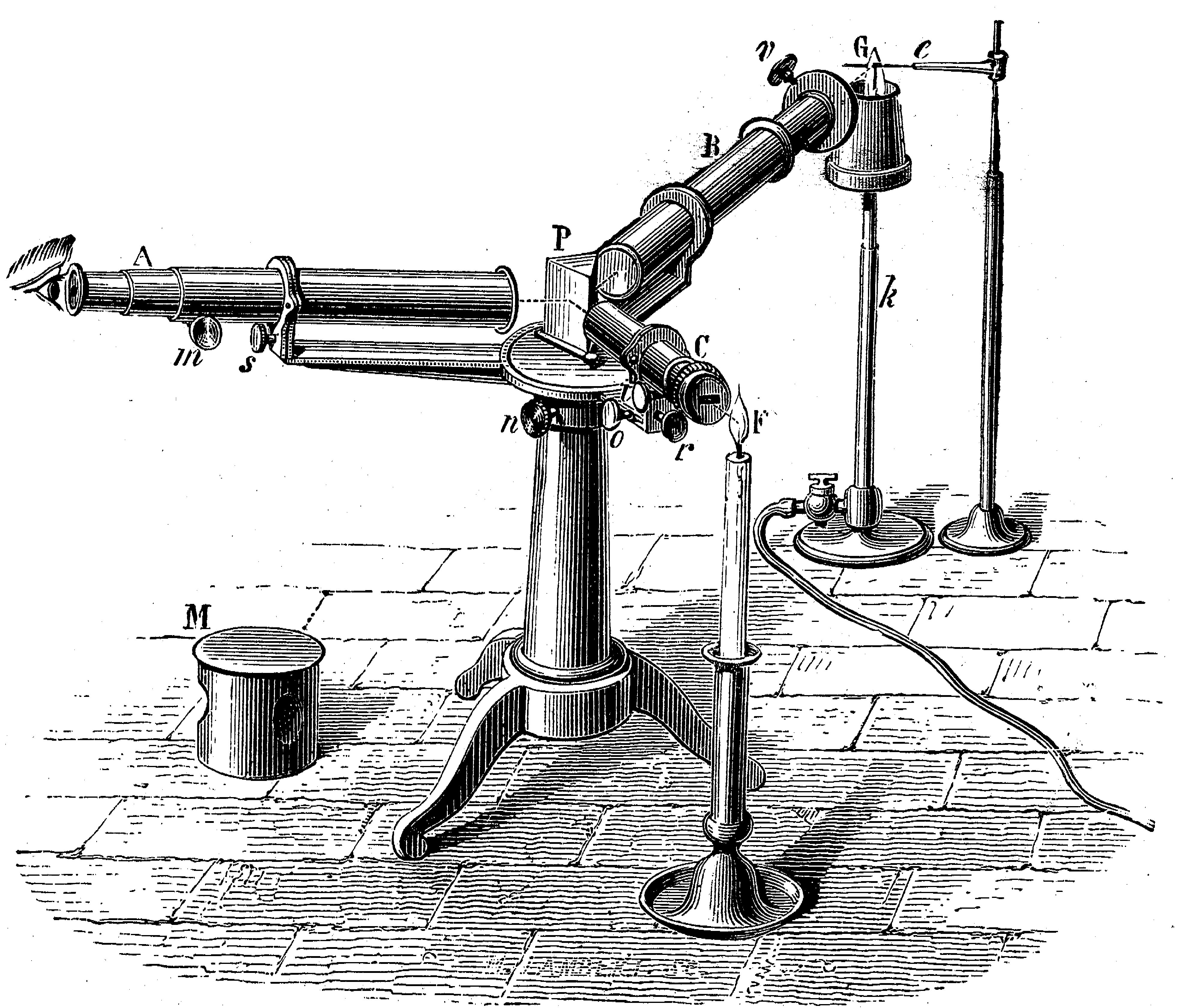
Espectroscopi de Bunsen-Kirchhoff.

Un espectròmetre òptic analitza la radiació electromagnètica. En general, un espectròmetre òptic consta d'una escletxa, un col·limador i un monocromador, sistema dispersor constituït per un o diversos prismes òptics o per una xarxa de difracció. Si el dispersor és un prisma o una xarxa de difracció hom té un espectròmetre d’escletxa; si és un interferòmetre o una combinació d’interferòmetres i xarxes de difracció es tracta d'un espectròmetre interferencial. Si l'espectre s'observa directament amb l'ull, es tracta d'un espectroscopi; si es recull sobre un suport d’imatge, com una càmera fotogràfica, electronogràfica, CCD, o de televisió, es tracta d'un espectrògraf.

## Espectròmetres òptics

### Components d'un espectròmetre òptic
Un espectròmetre òptic d’escletxa consta, generalment, dels següents elements:

Un diagrama d'un monocromador de reixa de Czerny-Turner. La llum (A) s'enfoca a una escletxa d'entrada (B) i està col·limada per un mirall corbat (C). El feix col·limat es difracta des d'una reixa giratòria (D) i el feix dispers es torna a enfocar per un segon mirall (E) a l'escletxa de sortida (F). Cada longitud d'ona de la llum s'enfoca a una posició diferent de l'escletxa, i la longitud d'ona que es transmet a través de l'escletxa (G) depèn de l'angle de rotació de la reixa.

- Un col·limador, format per un diafragma (una escletxa o ranura de dimensions adients), que limita convenientment els feixos que provenen de la font d'emissió de radiació electromagnètica, i per una lent convergent o un mirall còncau, situat de tal manera que el diafragma estigui sobre el seu focus objecte per tal que els feixos divergents que provenen del diafragma es transformi en feixos paral·lels dirigits cap el monocromador.[1]
- Un monocromador, que és un sistema que dispersa els raigs segons les diferents longituds d’ona; i que, generalment, és un prisma òptic o una xarxa de difracció. Una xarxa de difracció és una xarxa cristal·lina natural o artificial, en una làmina d’estries, gravades artificialment sobre una superfície transparent plana (xarxa transmissora) o una superfície metàl·lica plana i còncava (xarxa reflectora), en una imatge hologràfica impressionada sobre un material fotosensible (xarxa hologràfica), etc. En el cas del prisma, la dispersió és causada pel fet que l'índex de refracció del prisma és diferent per a cada longitud d’ona de la radiació que el travessa i, per tant, la desviació de cadascuna d’elles és diferent. En el cas de la xarxa de difracció, cada longitud d’ona determina un sistema d’anells d’interferència que la identifica.[1]
- Un sistema focalitzador (una lent o un mirall parabòlic) enfocat a l’infinit, que fa convergir sobre un receptor els feixos paral·lels que surten del monocromador i forma tantes imatges de l’escletxa com radiacions monocromàtiques han estat dispersades.[1]

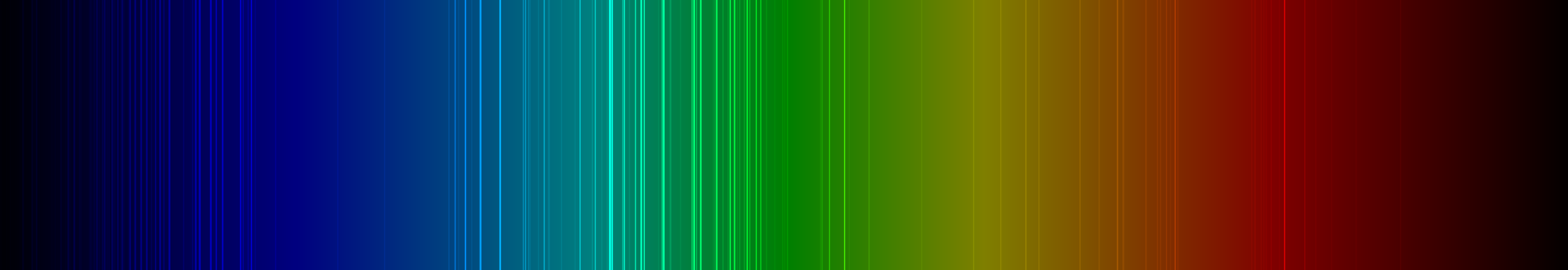
Espectre del ferro a la zona visible.

- Espectre del ferro a la zona visible.Un receptor-detector, sensible a la radiació dispersada, que és constituït o bé per un sol receptor sensible en cada instant a una sola longitud d’ona i que escombra tot l’espectre (espectròmetre monocanal), o bé per molts receptors que analitzen simultàniament diferents components de l’espectre (espectròmetre multicanal).[1]
- Un sistema enregistrador o un de visualitzador, la presència dels quals distingeix, respectivament, els espectrògrafs dels espectroscopis.[1]
- Dispositius auxiliars, com el que juxtaposa a l’espectre format un espectre de referència les longituds d’ona del qual són ben conegudes (com ara l’espectre d’arc del ferro).[1]

### Paràmetres que condicionen la qualitat d'un espectròmetre òptic

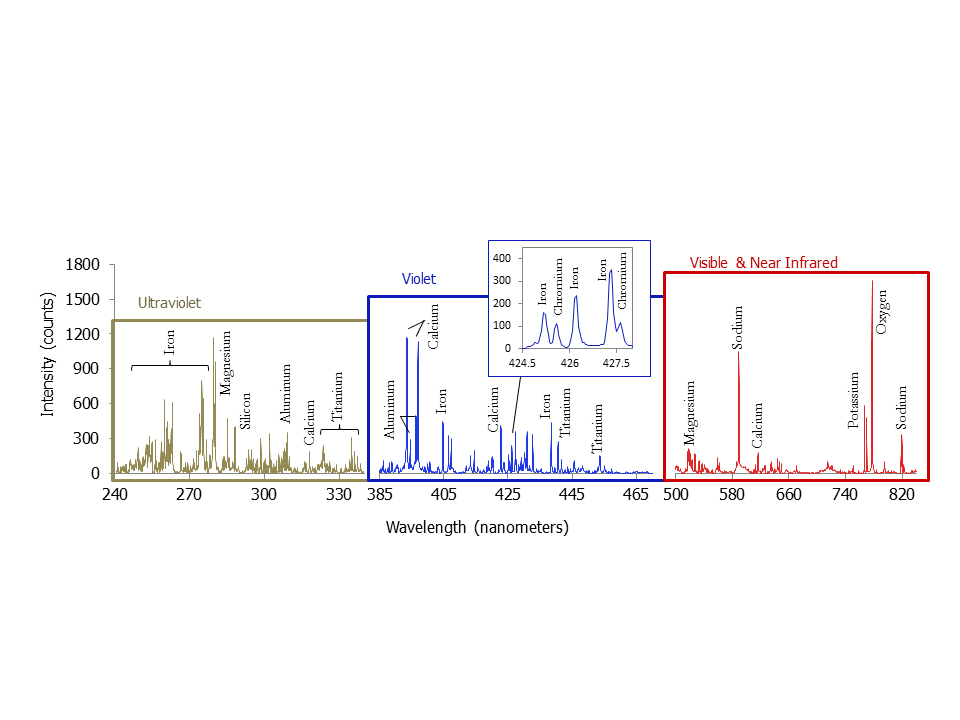
Espectre d'absorció atòmica de la roca marciana Ithaca, que permet identificar els elements químics presents.

La qualitat d’un espectròmetre òptic depèn de quatre paràmetres:
1. La dispersió òptica δ(λ), la separació espacial que hi ha a l’espectre entre dues ratlles corresponents a radiacions les longituds d’ona λ de les quals es diferencien per la unitat de longitud d’ona, δ(λ) = Δλ/λ i que és, per tant, expressada en mm/nm o en mm/Å, segons que hom empri els nm o els Å com a unitat de longitud d’ona.[1]
2. La funció d’aparell, A(λ), que és la corba d’intensitats determinada en l’espectre per una radiació monocromàtica que incideix en l’espectròmetre (l’espectròmetre és tant més bo com més monocromàtica és la resposta que dona d’una radiació monocromàtica incident), i l’amplada de la qual, a mitjana altura, mesurada en unitats espectroscòpiques (longitud d’ona λ o nombre d’ona k = 2π/λ) és el límit de resolució de l’aparell.[1]
3. El poder de resolució, R(λ) (també anomenat resolució, resolució espectral o poder resolvent) és el quocient entre la longitud d’ona considerada λ i el seu límit de resolució, R(λ) = λ/Δλ (Δλ és la diferència entre la longitud d’ona considerada λ i aquella longitud d’ona λ+Δλ que determina en l’espectre una traça que és mínimament distingible de la determinada per λ; és a dir, les traces de λ i λ + Δλ estan separades pel límit de resolució).[1]
4. La luminància de la font emissora, magnitud fotomètrica corresponent al flux lluminós emès per una superfície, en direcció normal, per unitat de superfície i per unitat d'angle sòlid.[1]

Respecte a aquestes quatre magnituds, l’espectròmetre de prisma presenta dues deficiències principals: d’una banda, presenta una dispersió no lineal, és a dir, la dispersió abans definida depèn de la longitud d’ona dispersada, la qual cosa origina certs inconvenients en la determinació de les longituds d’ona dispersades; d’altra banda, té poca lluminositat, la qual cosa limita, en astronomia, per exemple, el tipus de font emissora que hom pot estudiar.

### Tipus d'espectròmetres òptics

#### Espectrofotòmetre d'absorció atòmica (AAS)
Els espectrofotòmetres d'absorció fan passar radiació de longitud d'ona coneguda a través d'una mostra en estat de vapor, variant les longituds d'ona per produir un espectre de resultats; el sistema de detecció revela en quina mesura s'absorbeix cada longitud d'ona. S'utilitzen comunament per a l'anàlisi quantitativa d'elements químics, com metalls, en mostres diverses, incloses mostres ambientals, geològiques i biològiques.

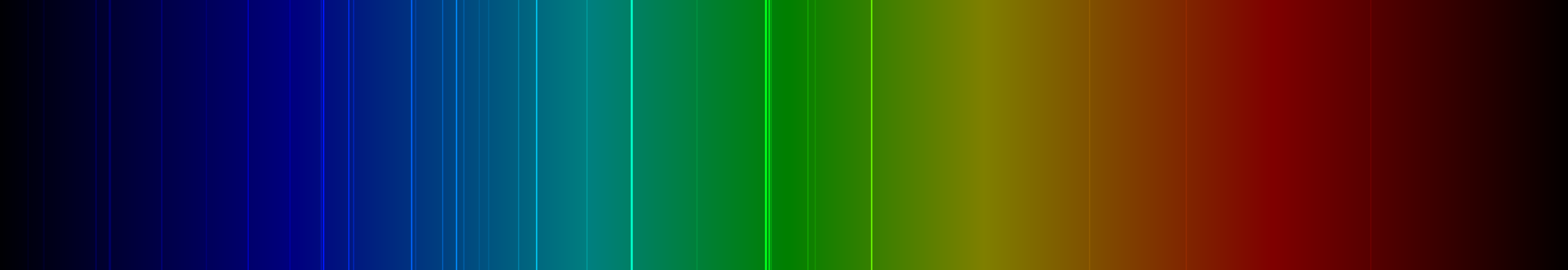
Espectre d'emissió atòmica de l'argent en la zona visible.

#### Espectrofotòmetre d'emissió atòmica (AES)
Els espectrofotòmetres d'emissió exciten àtoms o molècules d'una mostra a estats d'energia més alts i analitzen la radiació emesa quan decauen a l'estat d'energia fonamental. S'utilitzen sovint per a l'anàlisi elemental i poden proporcionar informació sobre la composició elemental d'una mostra.

#### Espectrofotòmetre UV-Visible
Els espectrofotòmetres UV-Visible són un dels tipus més comuns d'espectròmetres utilitzats en els laboratoris. Mesuren l'absorció o la transmissió de la llum en les regions ultraviolade (UV) i visible (Vis) de l'espectre electromagnètic (normalment de longitud d'ona entre 190 i 1100 nm). La majoria dels assaigs colorimètrics com la quantificació de proteïnes i els ELISA es llegeixen dins d'aquest rang de longitud d'ona en un espectròmetre de microplaca UV-Visible. Un altre format comú d'aquest tipus d'espectrofotòmetre és un espectrofotòmetre nano per analitzar ADN, ARN, proteïnes i densitat cel·lular. A l’ultraviolat el focus és un tub de descàrrega elèctrica en atmosfera d’hidrogen, de deuteri, de xenó o de vapor de mercuri, i al visible és una bombeta de filament de tungstè. En ambdues regions els detectors solen ésser tubs fotomultiplicadors, fototubs o cèl·lules fotovoltaiques. L’òptica de l’instrument ha d’ésser transparent en la regió espectral estudiada: de vidre en el visible, de quars a l’ultraviolat.

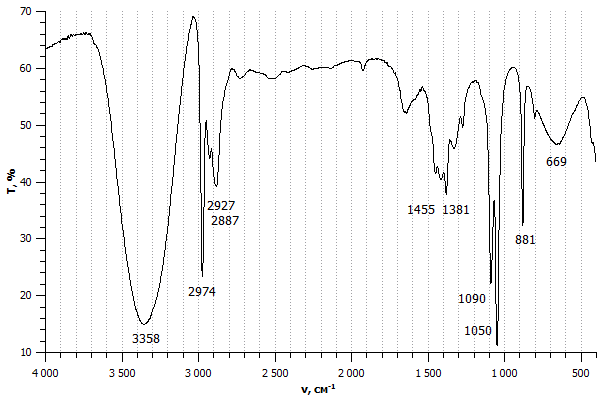
Espectre de l'absorció de radiació infraroja dels enllaços de la molècula d'etanol C_{2}H_{5}OH.

#### Espectrofotòmetre d'infraroigs (IR)
Els espectrofotòmetres IR s'utilitzen per mesurar l'absorció, la transmissió o la reflexió de la llum infraroja (IR). Són particularment útils en l'anàlisi de composts orgànics i inorgànics i són capaços de proporcionar informació estructural valuosa. En la majoria dels laboratoris s'utilitzen per identificar grups funcionals i substàncies específiques, estudiar el progrés de reaccions químiques, detectar impureses i realitzar anàlisis quantitatius. El focus és un emissor de Nernst, i el detector és un bolòmetre, un termoparell, una cel·la pneumàtica de Golay o una cel·la piroelèctrica. L'òptica és d’halurs alcalins o d’argent.

#### Espectrofotòmetre de fluorescència
Els espectrofotòmetres de fluorescència mesuren l'emissió de llum fluorescent d'una mostra després de ser excitada per la llum d'una longitud d'ona específica. Els espectrofotòmetres de fluorescència s'utilitzen àmpliament en biologia molecular, bioquímica i anàlisi ambiental per a la detecció de concentracions intracel·lulars d'ions, mesures cinètiques i també per a l'anàlisi controlada de proteïnes i pèptids a temperatura controlada.

#### Espectròmetre d'Infraroigs de transformada de Fourier (FTIR)
Els instruments FTIR mesuren l'absorció o la transmissió de la llum infraroja per part d'una mostra. Utilitzen tècniques d'interferometria per obtenir espectres d'alta resolució i són capaços d'identificar grups funcionals i compostos químics. El FTIR és preferit sobre l'IR regular ja que és més precís, no destrueix la mostra i és exponencialment més ràpid que les tècniques d'IR antigues. Diferents dissenys permeten l'estudi de diversos tipus de mostres sobre moltes freqüències, a diferents temperatures o pressions, o en un camp elèctric o magnètic.

#### Espectrofotòmetre de dicroisme circular (CD)
Els espectrofotòmetres CD mesuren l'absorció diferencial de la llum polaritzada circularment esquerra i dreta. S'utilitzen per estudiar les estructures secundàries de proteïnes, àcids nucleics i altres molècules quirals.

## Espectròmetre de masses

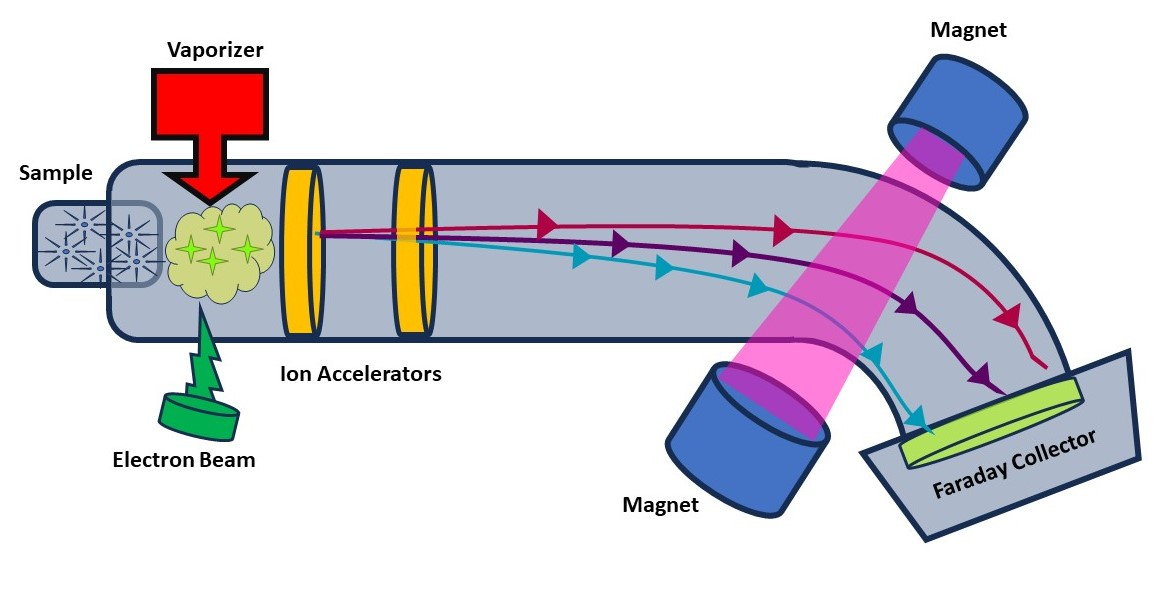
Espectròmetre de masses.

Un espectròmetre de masses separa les partícules carregades elèctricament dins d'un feix segons la seva relació càrrega/massa. Les tres parts bàsiques d'un espectròmetre de masses són la font d'ionització, on la mostra és sotmesa a un procés d'evaporació, ionització i acceleració dels ions formats; l'analitzador de masses, que separa els ions de masses diferents, de forma que arriben al detector a temps diferents, i el detector, normalment un multiplicador d'electrons, que amplifica el corrent d'ions de forma molt semblant a un fotomultiplicador. A través d'un enregistrador s'obté un espectre de masses en què es representa la relació massa/càrrega de cada ió format en relació amb la seva abundància relativa.

## Espectròmetre de ressonància magnètica nuclear

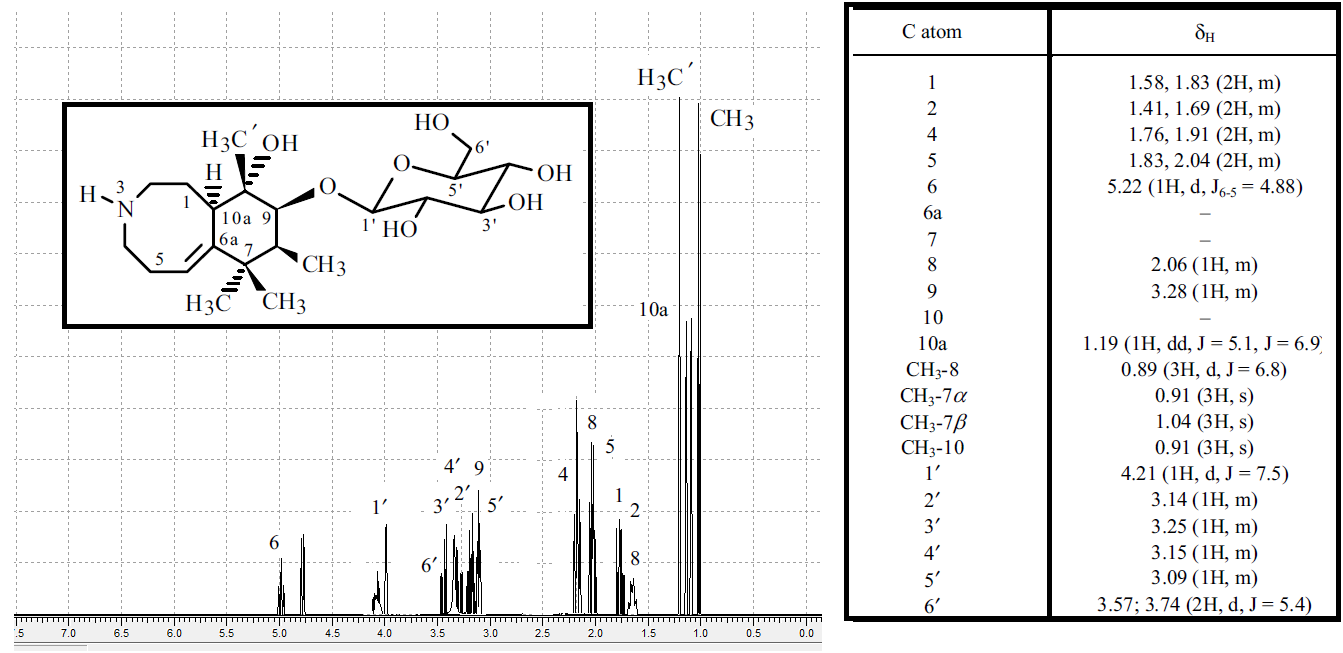
Espectre de RMN de la cotuzina A.

Els espectròmetres de ressonància magnètica nuclear (RMN) utilitzen un camp magnètic oscil·lant per magnetitzar els nuclis atòmics d'alguns isòtops (1H, 7Li, 13C, 14N, 17O, 19F...). A continuació, mesura les freqüències de ressonància magnètica d'aquests nuclis i les converteix en un espectre analitzable.

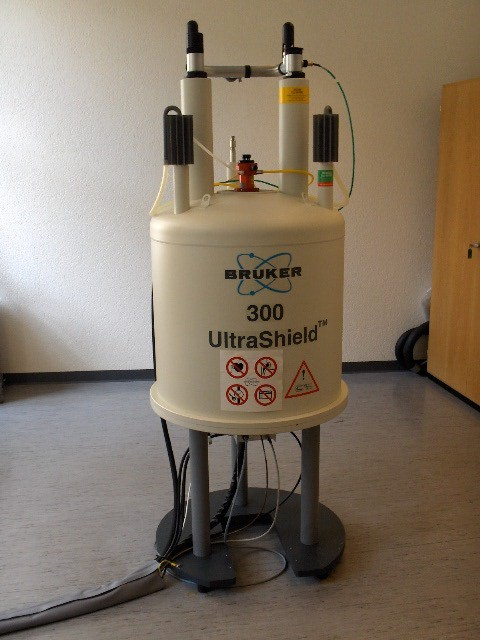
Espectròmetre de RMN.

### Components
- Imant. És la part més crítica de l'espectròmetre. S'empren imants permanents, electroimants i solenoides superconductors.[7]
- Generador d'escombrada de camp. Una parella de bobines situades en forma paral·lela a les cares de l'imant permeten alterar el camp magnètic aplicat en una petita quantitat fent variar el corrent elèctric que circula per elles.[7]
- Font de radiofreqüència. El senyal d'un oscil·lador de radiofreqüència alimenta una parella de bobines muntades de manera que formen un angle de 90° amb el camp. Resulta un feix de radiació polaritzat en un pla. Habitualment s'empren freqüències de 60, 90 o 100 MHz.[7]
- Detector de senyal i sistema enregistrador. El senyal de radiofreqüència produït pels nuclis atòmics ressonants es detecta mitjançant una bobina que envolta la mostra i que és perpendicular a la bobina font. El senyal elèctric produït en les bobines és petit i s'ha d'amplificar ×108 o més.[7]
- Recipient i sonda de la mostra. La cel·la usual és un tub de vidre de 5 mm de diàmetre extern que conté 0,4 ml de líquid. La sonda de mostra és un dispositiu per a mantenir el tub de la mostra en un punt fix del camp.[7]

## Espectròmetre d'electrons Auger
L'espectròmetre d'electrons Auger empra l'efecte Auger, fenomen segons el qual un àtom excitat es des-excita emetent un electró. L'àtom pot ésser excitat per l'absorció d'un raig X i es pot des-excitar emetent també un raig X. L'energia de l'electró Auger és igual a la que tindria el raig X en les mateixes condicions descomptant l'energia de lligadura de l'electró en l'àtom. S'utilitza aquesta tècnica per recopilar informació important sobre les superfícies de diversos materials. Quan s'allibera un electró Auger, tindrà una quantitat molt específica d'energia cinètica, que depèn del tipus d'àtom del qual s'ha expulsat i de l'estat d'oxidació en què es troba. Per tant, detectant aquests electrons i mesurant l'energia que porten, és possible recollir dades sobre els àtoms de la mostra i construir una imatge de la seva superfície.